# Omaveloxolona
L'omaveloxolone, venut amb la marca Skyclarys, és un medicament utilitzat per al tractament de l'atàxia de Friedreich. Es pren per la boca.
Els efectes secundaris més freqüents inclouen un augment de l'alanina-aminotransferasa i un augment de l'aspartat-aminotransferasa, que poden ser signes de dany hepàtic, mal de cap, nàusees, dolor abdominal, fatiga, diarrea i dolor musculoesquelètic.
Omaveloxolone es va aprovar per a ús mèdic als Estats Units el febrer de 2023, i a la Unió Europea el febrer de 2024. La Food and Drug Administration (FDA) dels EUA la considera un medicament de primera classe.